# Jörg Requate
Jörg Requate (* 1962) ist ein deutscher Historiker.

## Leben
Requate studierte von 1982 bis 1989 Geschichte, Französisch und Philosophie an den Universitäten Bielefeld und Freiburg. 1992–1994 war er Mitglied im Graduiertenkolleg „Gesellschaftsvergleich“ an der Freien Universität Berlin. 1994 schloss er seine Promotion an der FU Berlin ab (Betreuer: Jürgen Kocka und Hartmut Kaelble). Von 1992 bis 1994 war er Wissenschaftlicher Mitarbeiter an der „Arbeitsstelle für vergleichende Gesellschaftsgeschichte“ (jetzt: Zentrum für vergleichende Geschichte Europas) der Freien Universität Berlin. 1994/95 war er als Wissenschaftlicher Mitarbeiter am „Forschungsschwerpunkt Zeithistorische Studien“ (jetzt: „Zentrum für Zeithistorische Forschung“) in Potsdam tätig. Von 1995 bis 1998 wirkte er als Geschäftsführer des „Zentrums für europäische Studien“ der Martin-Luther-Universität Halle-Wittenberg und anschließend bis 2004 als Hochschulassistent an der Fakultät für Geschichtswissenschaft und Philosophie der Universität Bielefeld. 2004 erfolgte die Habilitation an der Universität Bielefeld, danach war er dort bis 2008 Oberassistent an der Fakultät für Geschichtswissenschaft und Philosophie. 2006/07 lehrte er als Gastdozent am Deutschen Historischen Institut Paris. 2008–2010 nahm er Lehrstuhlvertretungen an der Universität Bielefeld wahr (Professur für die Geschichte moderner Gesellschaften, Thomas Welskopp, und Professur für Historische Politikforschung, Willibald Steinmetz). Anschließend war er als Privatdozent an der Universität Bielefeld und als Lehrer am Abendgymnasium Bielefeld tätig. 2015 wurde Requate zum Professor für Geschichte Westeuropas an der Universität Kassel berufen.

## Publikationen (Auswahl)

### Monografien
- Journalismus als Beruf. Die Entstehung des Journalistenberufs im 19. Jahrhundert Deutschland im internationalen Vergleich (= Kritische Studien zur Geschichtswissenschaft, Bd. 109), Göttingen 1995.
- Der Kampf um die Demokratisierung der Justiz. Richter, Politik und Öffentlichkeit in der Bundesrepublik, Frankfurt a. M. 2008.
- Frankreich nach 1945 (= Europäische Zeitgeschichte, Bd. 4), Göttingen 2011.
- Europa an der Schwelle zur Hochmoderne (1870–1890) (= Oldenbourg Grundriss der Geschichte, Bd. 52), Berlin 2023.

### Herausgeberschaften
- (mit Martin Schulze Wessel): Europäische Öffentlichkeit. Transnationale Kommunikation seit dem 18. Jahrhundert, Frankfurt a. M. 2002.
- Recht und Justiz im gesellschaftlichen Aufbruch (1960–1975). Bundesrepublik Deutschland, Italien und Frankreich im Vergleich, Baden-Baden 2002.
- (mit Heinz-Gerhard Haupt): Aufbruch in die Zukunft. Die 1960er Jahre zwischen Planungseuphorie und kulturellem Wandel. DDR, CSSR und Bundesrepublik Deutschland im Vergleich, Göttingen 2004.
- (mit Klaus Weinhauer und Heinz-Gerhard Haupt): Terrorismus und Innere Sicherheit in der Bundesrepublik der 1970er Jahre, Frankfurt a. M. 2006.
- (mit Christina Benninghaus, Sven Oliver Müller und Charlotte Tacke): Unterwegs in Europa. Beiträge zu einer vergleichenden Sozial- und Kulturgeschichte, Frankfurt a. M. 2008.
- Das 19. Jahrhundert als Mediengesellschaft. Zur Wechselwirkung medialer und gesellschaftlicher Veränderungen in Deutschland und Frankreich, München 2009.
- (mit Mareike König und Carole Reynaud-Paligot): Das Andere. Theorie, Repräsentation und Erfahrung im 19. Jahrhundert (4. Sommerkurs des Deutschen Historischen Instituts Paris, 2007). In: Discussions 1 (2008).
- (mit Klaus Weinhauer): Gewalt ohne Ausweg? Terrorismus als Kommunikationsprozess in Europa seit dem 19. Jahrhundert, Frankfurt a. M. 2012.